# Antonia Rivas
Antonia Rivas Palma (Santiago de Chile, 1 de marzo de 1982) es una abogada, antropóloga y académica universitaria chilena, comisionada experta afiliada al partido político Convergencia Social (CS).

## Biografía

### Primeros años y estudios
Nacida en Santiago de Chile el 1 de marzo de 1982. Realizó sus estudios superiores en la Universidad Diego Portales, donde obtuvo la Licenciatura en Derecho, lo que le permitió titularse de abogada por la Corte Suprema de dicho país.
En 2017, Antonia Rivas obtuvo la titulación de doctora en Antropología Sociocultural de la Universidad de California en Berkeley con la tesis doctoral llamada "Ono Tupuna, the richness of the ancestors. Multiples Landscapes Relationalities in Contemporary Indigenous Rapa Nui."

### Carrera profesional
Ella ejerce como profesora del Departamento de Antropología de la Pontificia Universidad Católica de Chile en el área de Antropología del Derecho y también en Derechos de los pueblos indígenas desde 2016.
Fue asesora en la Convención Constitucional de Chile trabajando con la exconvencional Tiare Aguilera, representante de Rapa Nui, entre los años de 2021 y 2022.
Antonia Rivas ejerce como Jefa de la Unidad de Investigación y Coordinación del Ministerio de Justicia y Derechos Humanos desde junio de 2022.

### Carrera política
El 23 de enero de 2023 la Cámara de Diputadas y Diputados de Chile ratificó su candidatura, patrocinada por la Convergencia Social, como miembro de la Comisión Experta del proceso constituyente chileno del año 2023.